# مكتبة عامة

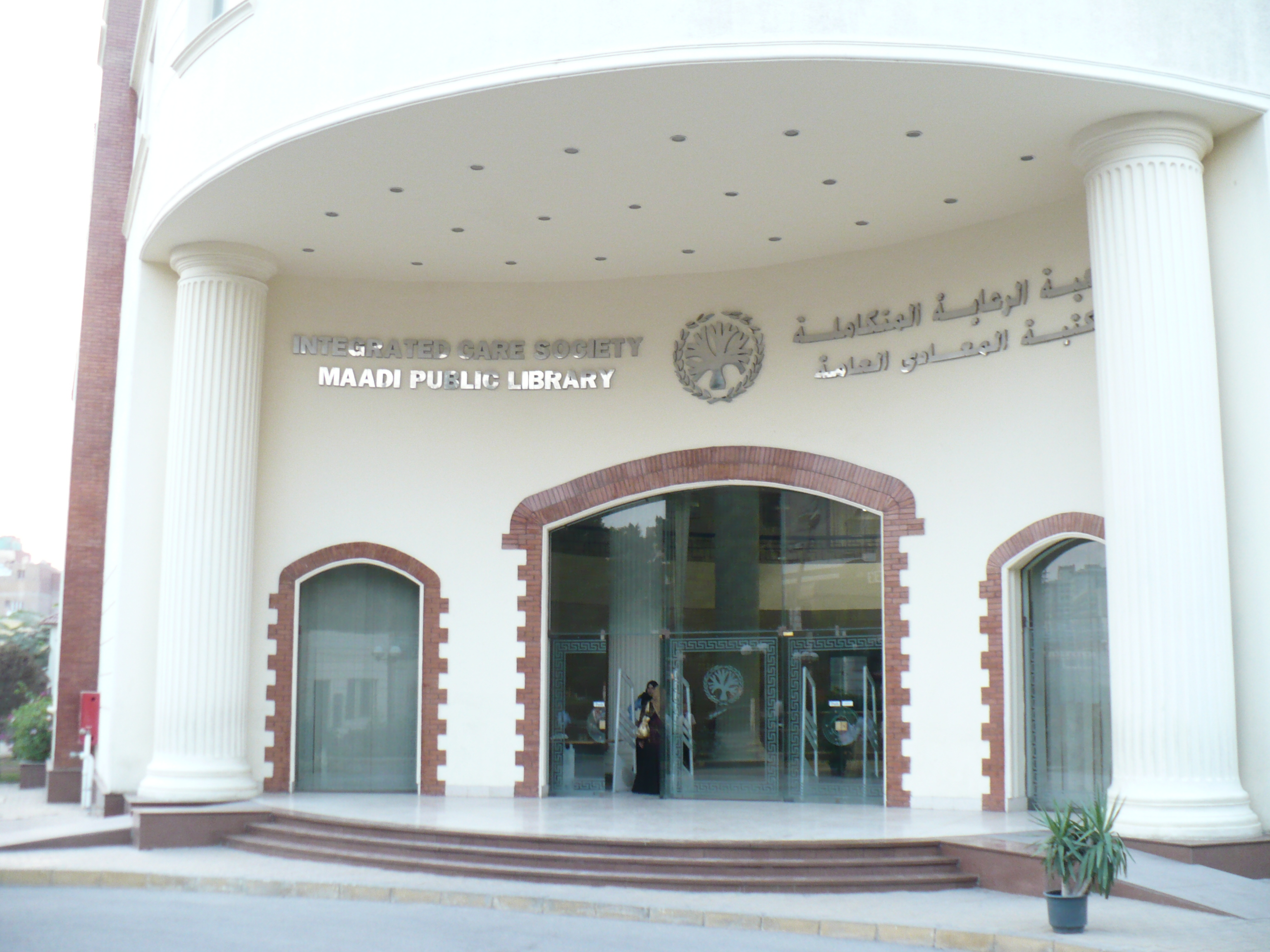
بالمعادي.

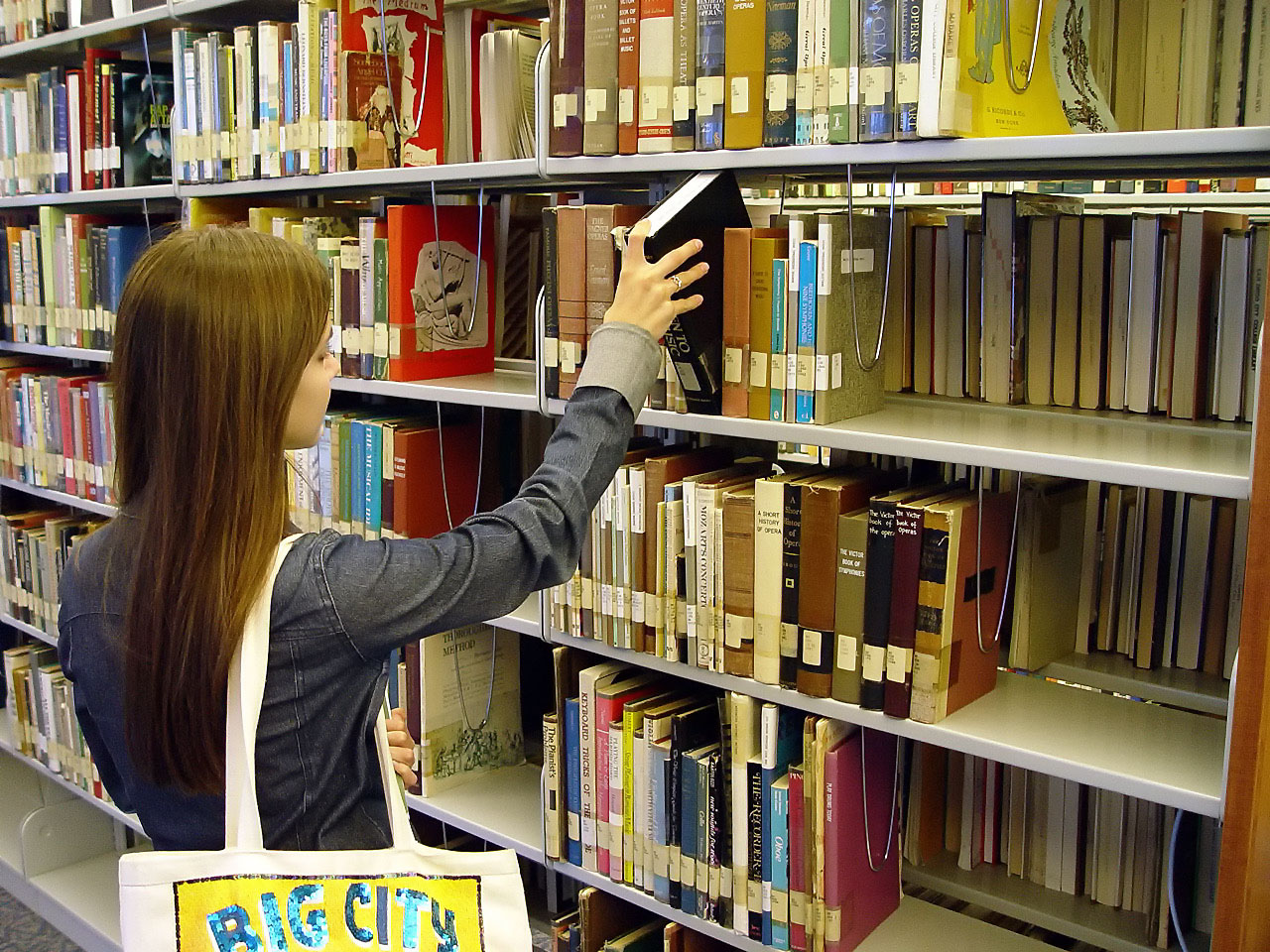

المكتبة العامة هي مكتبة تفرد للكتب على اختلاف موضوعاتها بحيث يكون في مقدور طالبي المعرفة مراجعتها أو مطالعتها أو استعارتها. وتشتمل المكتبات العامة، عادة، على مخطوطات، وتسجيلات، وسجل من الصحف والمجلات والدوريات. عرف الإنسان المكتبة العامة منذ فجر الحضارة. وأشهر المكتبات العامة في العالم القديم مكتبة الإسكندرية التي أنشأها بطلميوس الأول حوالي عام 290 ق.م. وقد بلغ مجموع كتبها في القرن الأول قبل الميلاد سبعمئة ألف كتاب، وأصابها الحريق عام 48 ق.م. ولا صحة لما زعم من أن العرب أحرقوها. وفي أوروبا وجدت الكتب سبيلها إلى الأديرة والكنائس في القرون الأولى للميلاد. ولعناية العرب بالعلم بالغوا في إنشاء المكتبات العامة وتنافس خلفاؤهم وأمراؤهم، في المشرق والمغرب والأندلس، في الإنفاق عليها وإغنائها بثمرات الفكر. وتوجد الكثير من المباني حول العالم للمكتبات ومنها: مكتبة المتحف البريطاني في لندن، ومكتبة جامعة أوكسفورد، ومكتبة الأسكوريال قرب مدريد، والمكتبة الوطنية في باريس، ومكتبة الفاتيكان في روما، ومكتبة الكونغرس في واشنطن، ودار الكتب المصرية في القاهرة، ومكتبة القاهرة الكبرى، ومنظومة مكتبات مصر العامة وفروعها بأنحاء جمهورية مصر العربية.

## أهداف المكتبة العامة

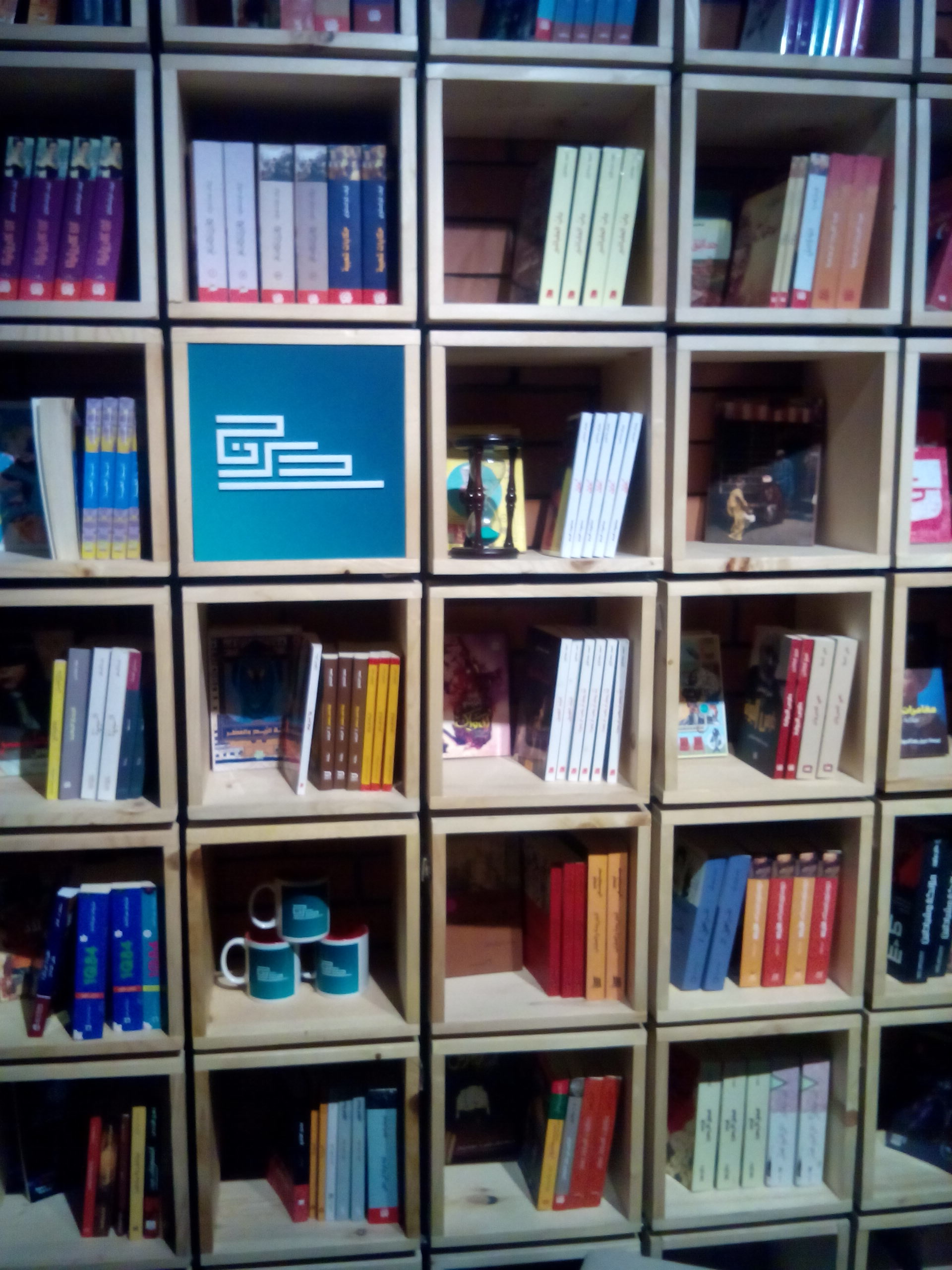
مكتبة في نادي أو مقهى عام ببغداد

1.تشجيع التعليم الذاتي للكبار والصغار ومساعدة المدرسة على إتمام رسالتها التعليمية لاقتنائها عددا من الكتب التي تتفق ومستويات الصغار مما لا تستطيع المكتبة المدرسية اقتناءها وتمكين الدارسين والباحثين من الحصول على الكتب والمراجع ذات الصلة بموضوعات دراستهم وبحوثهم.
2. تقديم المعلومات العامة إلى الجمهور وتثقيفه بأنواع الثقافات المختلفة والخبرات المتنوعة وتمكين الجمهور من المتابعة المستمرة لتطورات المعرفة في المجالات المختلفة وإثارة رغبة القراءة والإطلاع لدى الفرد.
3.العمل على إيجاد المواطن الصالح القادر على خدمة نفسه وخدمة المجتمع الذي يعيش قيه وتزويده بالكتب التي تنمي لديه المهارات الفنية المختلفة مما يساعده على تطوير مهنته ورفع مستوى أدائه.
4. شغل أوقات الفراغ بما هو مفيد ودعم الرابط الاجتماعية بين أفراد المجتمع عن طريق الندوات وتبادل الآراء في المشكلات المحلية والعالمية.
5. جمع المعلومات الصحيحة عن البيئة المحلية التي توضح تاريخها وجغرافيتها وبذلك تكون المكتبة العامة مركزا لدراسة البيئة المحلية وحفظ تراثها.